# Bdintsi
Bdintsi (Bulgaars: Бдинци) is een dorp in de Bulgaarse gemeente Dobritsjka, oblast Dobritsj. Het dorp ligt hemelsbreed 25 km ten zuidwesten van de regionale hoofdstad Dobritsj en 352 km ten noordoosten van Sofia.

## Bevolking
Het dorp Bdintsi heeft te kampen met een intensieve bevolkingskrimp. Tussen december 1934 en december 2019 is het inwonersaantal met 94% afgenomen: van 1.309 inwoners naar 76 inwoners.
|  |

| Etnische samenstelling van de respondenten (2011) | Etnische samenstelling van de respondenten (2011) | Etnische samenstelling van de respondenten (2011) | Etnische samenstelling van de respondenten (2011) | Etnische samenstelling van de respondenten (2011) |
| ------------------------------------------------- | ------------------------------------------------- | ------------------------------------------------- | ------------------------------------------------- | ------------------------------------------------- |
|                                                   |                                                   |                                                   |                                                   |                                                   |
| Bulgaren                                          | Bulgaren                                          |                                                   | 67,5%                                             | 67,5%                                             |
| Turken                                            | Turken                                            |                                                   | 17,5%                                             | 17,5%                                             |
| Roma                                              | Roma                                              |                                                   | 15,0%                                             | 15,0%                                             |
| Anders/Onbekend                                   | Anders/Onbekend                                   |                                                   | 0,0%                                              | 0,0%                                              |